# 25I-NBOMe
25I-NBOME (2C-I-NBOME, Cimbi-5) es una sustancia psicodélica derivada de la feniletilamina sustituida psicodélica 2C-I. Fue descubierta en el 2003 por el químico Ralf Heim en la Universidad Libre de Berlín, que publicó sus conclusiones en su tesis doctoral. El compuesto fue investigado posteriormente por un equipo de la Universidad de Purdue dirigido por David Nichols.
La versión marcada con carbono-11 del 25I-NBOME, [11C]CIMBI-5, se sintetizó y se validó como un trazador radioactivo para la tomografía por emisión de positrones (TEP o, en inglés, PET) en Copenhague. Dado que se trata del primer agonista completo radioligando del receptor 5-HT2A para PET, Cimbi-5 promete ser un marcador más funcional de estos receptores, que pueden estar implicados en trastornos mentales como la depresión y la esquizofrenia.

## Uso recreativo
A pesar de que el 2C-I-NBOMe fue descubierto el 2003, emergió como droga psicodélica recién el 2010, cuando comenzó a ser vendido por distribuidores especializados en las denominadas nuevas drogas de síntesis, o RC por sus siglas en inglés (research chemicals), que incluyen otros derivados feniletilamínicos como el 25B-NBOMe o el 25D-NBOMe. Según un estudio en 2014, el derivado 25i-NBOMe es el más utilizado de la serie.
El 25i-NBOMe se utilizó como un sustituto legal del LSD debido a su característica de nueva droga aún no ingresada en las listas de sustancias controladas en la mayoría de los países. Esto, sumado al auge de los mercados de drogas en línea, hizo que su uso se expandiera en muchas partes del mundo. El 2012, en Chile el 97% de las incautaciones de drogas sintéticas eran LSD, mientras que el 2013 el 95% de las muestras analizadas eran 25i-NBOMe.

### Diferencias respecto al LSD
Existen ciertas similitudes entre los efectos subjetivos observados entre el 25i-NBOMe y el LSD, pero la existencia de una elevada toxicidad en el primero, representa la mayor diferencia entre ambas sustancias, dado que el LSD-25 no es mortalmente tóxico. no existen diferencias significativa en la duración de los efectos esto dependerá de la dosis , el 25i-NBOMe es más alto en micras (compuesto activo) que el LSD 25 por lo cual la duración del viaje está sujeta a la dosis ingerida tomando en cuenta que el 25i-NBOMe se presenta más concentrado.  Ambas sustancias suelen comercializarse en forma de cartones cuadrados de 0,8-1 cm de ancho, los cuales son administrados de manera sublingual. Sin embargo, mientras que el cartón de LSD no tiene sabor (rara vez tendrá el sabor de la tinta), el cartón de 25i-NBOMe tiene un característico sabor amargo. Por otro lado, el LSD es activo aún si el cartón es ingerido, pero el 25i-NBOMe solo hará efecto si se mantiene en la boca.[cita requerida]
Al contrario de lo que se ha publicado ocasionalmente en la prensa, dado que las dosis comunes de LSD-25 se ubican en torno a los 50-150 ug, y las dosis usuales de 25i-NBOMe varían entre 500-800 ug, el LSD es unas 10 veces más potente que el 25i-NBOMe (y no al revés). Sin embargo, ambas sustancias se usarían en sus rangos habituales de dosificación, por lo que esta diferencia es irrelevante.

## Efectos
Los efectos del 25I-NBOMe suelen durar entre 6-10 horas si son administradas de manera sublingual o bucal. Si es insuflado los efectos duran entre 4-6 horas. Sin embargo los efectos pueden durar mucho más tiempo dependiendo de la dosis, una duración de más de 12 horas se ha reportado.
El 25I-NBOME también puede ser vaporizado e inhalado, puede causar efectos significativamente más rápido y de menor duración del que se podría esperar, causado por la diferencia en la vía de administración. No se recomienda esta vía de administración, a menos que se utilice medición precisa del líquido o polvo, la medición y manipulación de la sustancia activa está en el rango de microgramos. Un potencial riesgo es la inhalación de 25i-NBOMe al ser confundido con MDMA o cocaína.
Los efectos son similares a otros psicodélicos y constituyen la denominada experiencia psicodélica o viaje.

### Positivos
- Fuertes alucinaciones visuales con los ojos abiertos y cerrados, incluyendo estelas, cambios de color, brillo, etc.
- Incremento del ánimo.
- Euforia.
- Estimulación física y mental.
- Incremento del pensamiento asociativo y creativo.
- Incremento de la conciencia (estar más consciente de todo).
- Incremento de la percepción sensorial.
- Mayor apreciación por la música.
- Experiencias espirituales.
- Sensaciones y/o pensamientos eróticos o sexuales.
- Sentimientos de amor y empatía.
- Idealización psicodélica (profundas ideas o revelaciones).
- Sinestesia.

### Neutrales
- Cambio general en la conciencia
- Dilatación de las pupilas

Dilatación de las pupilas.

- Sensaciones inusuales en el cuerpo (enrojecimiento facial, escalofríos, piel de gallina, parestesia)
- Cambios en la percepción del tiempo (ralentizado)
- Apretones de mandíbula (bruxismo)

### Negativos
(La probabilidad que ocurran estos efectos aumenta con la dosis)
- Confusión, dificultad para concentrarse
- Delirio
- Pensamientos cíclicos (bucles), pensamientos fuera de control (acelerados)
- Dificultad para comunicarse
- Náuseas, sudoración
- Incapacitación sexual
- Paranoia, miedo, ansiedad y pánico
- Sensaciones indeseadas o abrumadoras
- Taquicardia, hipertensión
- Hipertermia
- Síndrome serotoninérgico
- Vasoconstricción, hinchazón de los dedos, manos y cara
- Espasmos musculares, síncope, infarto
- Muerte[10]

### Tolerancia
Se ha reportado la existencia de una tolerancia fisiológica dada por el uso de 25i-NBOMe, la cual puede durar entre 2-4 semanas. Esta tolerancia es descrita como la disminución de los efectos de posteriores dosis de 25i-NBOMe, además de interferir en los efectos de otros psicodélicos. Esta tolerancia es un efecto secundario típico de un amplio rango de psicodélicos como el LSD. Además, el uso de 25i-NBOMe disminuirá los efectos de otros psicodélicos consumidos posteriormente debido a la denominada tolerancia cruzada.

## La química y la estructura
Al igual que otras moléculas 2C-X-NBOMe, 25I-NBOME es un derivado de la familia 2C de fenetilaminas descritos por Alexander Shulgin en su libro PiHKAL. En concreto, 25I-NBOME es un derivado de N-bencilo de la molécula fenetilamina 2C-I, formado por la adición de un 2-metoxibencilo (Meob) en el nitrógeno (N) de la columna vertebral fenetilamina. Esta sustitución aumenta significativamente la potencia de la molécula.

## Síntesis
25I-NBOME generalmente se sintetiza a partir de 2C-I y 2-metoxi-benzaldehído, en una alquilación reductora. Se puede hacer por etapas haciendo primero la imina y a continuación, la Reducción-oxidación de la imina formada con borohidruro de sodio, o por reacción directa con triacetoxiborohidruro de sodio.